# Церква Різдва Пресвятої Богородиці (Дубровиця)
Церква Різдва Пресвятої Богородиці — храм Православної церкви України, одна з найстаріших архітектурних пам'яток міста Дубровиця Рівненської області, Україна. Пам'ятка архітектури національного значення, охоронний № 1498. Належить до Дубровицького благочиння Рівненської єпархії ПЦУ.

## Історія
Вперше православна церква церква в Дубровиці згадується в заповіті Марії Юріївної Гольшанської (Курбської) від 18 березня 1576 року. У цьому акті вона заповіла, аби її чоловік князь Андрій Михайлович Курбський після її смерті віддав у Пречистенську церкву в Дубровиці її церковні речі: мале Євангеліє, обтягнуте червоним оксамитом і обрамлене позолоченим сріблом, друге Євангеліє, обтягнуте чорним оксамитом, а також срібний визолочений здвиговий хрест.
Копії метричних книг зберігалися з 1777 року. Принаймні до 1834 року церква Різдва Богородиці належала до Домбровицького деканату греко-католицької церкви. Опісля діяла як православна. Станом на 1859 рік дубровицька парафія Різдва Богородиці налічувала 2902 віряни. Тоді до неї були приписані: містечко Домбровиця з церквою Різдва Богородиці (765 вірян), села Селець з приписною каплицею (517 вірян), Золоте (438 вірян), Пузня (142 вірян), Людинь (224 вірян), Рудня (48 вірян), Ясенець (128 вірян), Острівці (134 вірян), Мочулище (236 вірян), Крупове (270 вірян).
Сучасна мурована церква збудована в 1861 році на кошти дубровицького графа Ігнатія Броель-Плятера. За описом церковного майна 1879 року парафії належало: маєток з городами — 3 десятини, орної землі — 54 десятини 2100 сажнів, сінокоси — 12 десятин 1178 сажнів землі. У 1889 році у парафії було 3085 парафіян, з них 863 особи — у Домбровиці.
Станом на 1892 рік парафія налічувала 4439 вірян (2165 чоловіків та 2274 жінки), володіла 94 десятинами та 1132 сажнями землі, мала в підпорядкуванні однокласне народне училище, села Золоте, Пузня, Людинь, Рудня, Ясинець, Острівці, Мочулище, Крупове та дерев'яну Миколаївську церкву в селі Селець.
У 1962 році радянська влада закрила церкву і перетворила її на склад солі. Були тоді плани підірвати будівлю. З Луцька вже були викликані мінери, привезено вибухівку, проте в останній момент тогочасний начальник райвідділу міліції Дмитро Башинський відмінив наказ. Пізніше за збереження пам'ятки Дмитру Башинському присвоєно звання почесного громадянина Дубровиці.
Після проголошення незалежності України храм був відреставрований. Офіційно релігійну громаду Свято-Різдво-Богородичної церкви зареєстровано 25 вересня 1992 року. Станом на 2011 рік орієнтовна кількість парафіян становила 350 осіб.

## Архітектура

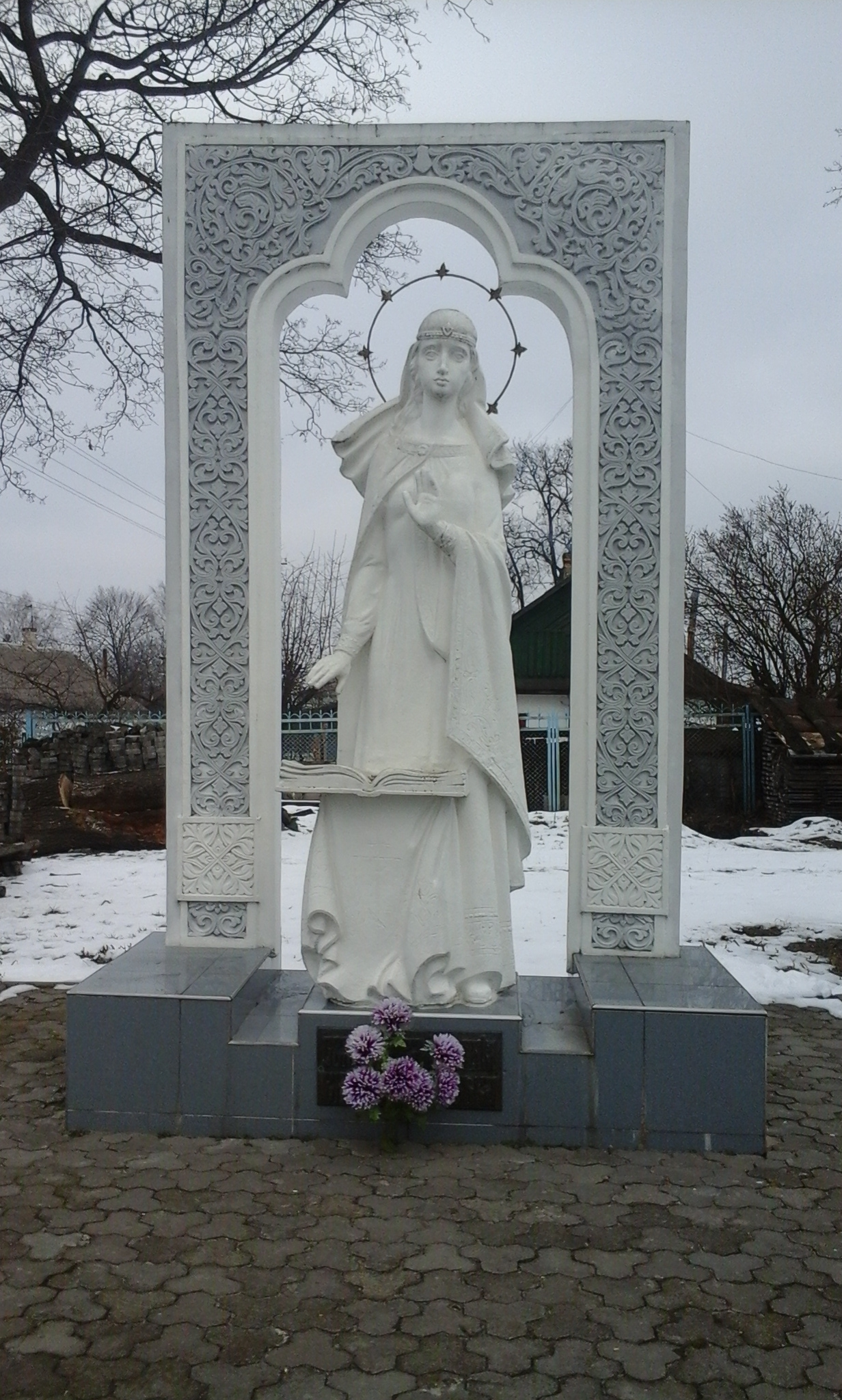
Пам'ятник Улянії Гольшанській

Церква Різдва Пресвятої Богородиці в Дубровиці є трьохкупольним мурованим храмом у стилі пізнього бароко. Церква поєднує в собі російську і дерев'яну українську архітектуру. Цегляна, трьохмастна, в основу композиції покладено притаманна українським дерев'яним культовим спорудам осьова схема компонування об'ємів, доповнена розміщенням дзвіниці на західному фасаді, що є характерним прийомом російської архітектури.
Складається з квадратної в плані, великих розмірів нави, прямокутних апсиди і нартексу. Опорними для системи підпружних арок є поставлені по квадрату чотири стовпи п'ятигранного перерізу. Прямокутний у плані об'єм двох нижніх ярусів дзвіниці, орієнтований перпендикулярно осі основного об'єму, рівновисокий з навою. Восьмерик дзвіниці декорований щипцями. Південний і північний фасади нави, західний фасад дзвіниці і східний фасад апсиди мають ідентичне оформлення, яке має в основі мотив портика.
Біля церкви в 2005 році встановлено пам'ятник діві Улянії Гольшанській-Дубровицькій.